# Adrián Sipos
Adrián Sipos (Szombathely, 8 de marzo de 1990) es un jugador de balonmano húngaro que juega de pívot en el MT Melsungen. Es internacional con la selección de balonmano de Hungría.
Su primer gran campeonato con la selección fue el Campeonato Mundial de Balonmano Masculino de 2019.

## Palmarés

### Odorheiu Secuiesc
- EHF Challenge Cup (1): 2015

### Veszprém
- Liga SEHA (2): 2021, 2022
- Liga húngara de balonmano (1): 2023
- Copa de Hungría de balonmano (2): 2022, 2023

## Clubes
| Club                 | País     | Año         |
| -------------------- | -------- | ----------- |
| CSM Bacău            | Rumania  | 2010 - 2013 |
| HC Odorheiu Secuiesc | Rumania  | 2013 - 2016 |
| Tatabánya KC         | Hungría  | 2016 - 2021 |
| MKB Veszprém         | Hungría  | 2021 - 2023 |
| MT Melsungen         | Alemania | 2023 - Act. |